# Stenodynerus funebris
Stenodynerus funebris är en stekelart som först beskrevs av E.André 1884.  Stenodynerus funebris ingår i släktet smalgetingar, och familjen Eumenidae. Inga underarter finns listade i Catalogue of Life.